# Mátraalja
A Mátraalja a Mátra déli előtere. Elsősorban a mátrai borvidékről híres: Abasár, Gyöngyös, Gyöngyössolymos, Gyöngyöstarján, Nagyréde és Rózsaszentmárton híres bortermelő települések. Keleti és nyugati részét a Gyöngyös, Mátrafüred és Abasár települések között önálló tömbként kiemelkedő Sár-hegy (500 méter) választja el. A kistáj keleti felének ékessége a markazi és a kisnánai várrom. Visontán található a Mátravidéki Hőerőmű, amely a helyben, külszíni fejtéssel bányászott lignittel üzemel - aminek kalóriaértéke alacsony, előnye viszont, hogy könnyen kitermelhető. A táj jellegzetességei a jégkorszakból fennmaradt kavicsmezők: a Markaz melletti Tatármező, és a kisnánai Tarnóca-völgy. Gyöngyössolymos és Mátrafüred közötti útelágazásnál látható geológiai érdekesség a Bába-kő nevű gejzírkúp.

## Kistájai
- Nyugati-Mátraalja
- Keleti-Mátraalja

## Vízrajza
Számos patak itt ered.

## Gazdaság
- Mátrai borvidék